# Hugh McDonald (homme politique)
Pour les articles homonymes, voir Hugh McDonald et McDonald.
Hugh McDonald (4 mai 1827-28 février 1899) est un homme politique canadien de la Nouvelle-Écosse. Il est député fédéral conservateur de la circonscription néo-écossaise d'Antigonish de 1867 à 1873. Il est ministre dans le cabinet du premier ministre John A. Macdonald.

## Biographie
Né à South River en Nouvelle-Écosse, McDonald étudie à l'Université Saint-Francis-Xavier et est appelé au barreau de la Nouvelle-Écosse en 1855. Il pratique le droit à Antigonish.
Il représente le comté d'Antigonish à l'Assemblée législative de la Nouvelle-Écosse de 1859 à 1863. Élu sur la scène fédérale lors de l'élection de 1867, Réélu en 1872, il est nommé conseiller de la Reine en 1873 et la même année, siège au cabinet à titre de ministre de la milice et de la Défense.
Il se retire pour accepter un poste de juge puîné à la Cour Suprême du Canada en 1873. Il y siège jusqu'à sa retraite en 1893.